# Kamaishi Recovery Memorial Stadium
Kamaishi Recovery Memorial Stadium (釜石鵜住居復興スタジアム Kamaishi Unosumai Fukkō Sutajiamu?), también conocido como Estadio Kamaishi Unosumai, es un estadio localizado en Unosumai-cho, Kamaishi, Iwate. La construcción de 16,187 asientos, empezó en abril de 2017 y se completó el 19 de agosto de 2018. Está previsto para alojar varios juegos durante el Copa Mundial de Rugby de 2019.

## Historia
La ciudad de Kamaishi fue sede histórica de uno de los clubes de rugby más exitosos de Japón, Nippon Steel Kamaishi, que ganó varios títulos nacionales durante los años setenta y ochenta. El club se retiró en 2001 y fue reemplazado por Kamaishi Seawaves. Kamaishi sufrió daños importantes durante el terremoto y tsunami de Tōhoku en 2011, dejando a más de 1,000 residentes muertos o desaparecidos y dañando gran parte de la ciudad.
En 2014, el gobierno municipal anunció que se ofrecería para organizar parte de la Copa Mundial de Rugby 2019 y construir un nuevo estadio como parte de la recuperación posterior al desastre del área de Unosumai. El estadio, que se ubicará en el antiguo sitio de las escuelas que fueron destruidas en el tsunami, fue nombrado como uno de los doce lugares seleccionados en marzo de 2015 por World Rugby para el torneo. El costo de ¥ 3 mil millones, atrajo las críticas de los residentes y observadores, señalando que el área necesitaba una infraestructura reconstruida y viviendas permanentes para los residentes desplazados.
La construcción del estadio comenzó en abril de 2017, con una ceremonia de inauguración y oración, y se completó en julio de 2018. El estadio se inauguró el 19 de agosto de 2018 para un partido de exhibición entre Kamaishi Seawaves y Yamaha Júbilo, al que asistieron 6,000 personas. La estación de Unosumai en la línea Yamada de JR East será reconstruida para servir al estadio.  El estadio se ampliará a 16,000 asientos para la Copa Mundial de Rugby 2019 y albergará dos partidos grupales. El gobierno de la ciudad también planea promover el estadio en la apuesta de Japón para organizar la Copa Mundial Femenina de Fútbol de 2023.

## Diseño
El estadio utilizará 10,000 asientos provisionales para la Copa Mundial de Rugby 2019 y con 6,000 asientos permanentes que quedan después del torneo.

## Copa Mundial de Rugby 2019
| Fecha                    | Tiempo (JST) | Equipo #1 | Res.                 | Equipo #2 | Ronda   | Attendance |
| ------------------------ | ------------ | --------- | -------------------- | --------- | ------- | ---------- |
| 25 de septiembre de 2019 | 14:15        | Fiyi      | 27-30                | Uruguay   | Grupo C |            |
| 13 de octubre de 2019    | 12:15        | Namibia   | Para ser determinado | Canadá    | Grupo B |            |